# Искьердо, Мария (актриса)
Ана Мария Искьердо Хунеус (род. 15 декабря 1960, Сантьяго) — чилийская актриса. С 1978 года она снялась более, чем в пятидесяти фильмах .

## Биография
Её отец, Луис Искьердо, был врачом, посвятившим себя научным исследованиям, а мать, Тереза Хуниус Кокс, была психологом. Она[кто?] внучка писательницы Вирджинии Кокс Бальмаседа и племянница писателя Пабло Хьюнеуса Кокса.
Она училась в школе La Girouette в Лас-Кондесе, а затем в театральной школе Чилийского университета. Закончила учёбу в 1980 году и дебютировала на профессиональном уровне в следующем году в спектакле «Берлин 1930» под руководством Эудженио Гусмана. Затем она участвовала в «Воспоминаниях» Алехандро Сивекинга и в «Алисия, или Чудеса, которые она видела в деревне», коллективном творении Андреса Переса.
В 1983 году она переехала в Соединённые Штаты, где оставалась до следующего года, работая в Американском репертуарном театре в Бостоне, а также в Bread and Puppet Theater в Вермонте и Нью-Йорке.

## Избранная фильмография
| Год     | Заголовок          | Роль   | Заметки |
| ------- | ------------------ | ------ | ------- |
| 2001 г. | Ла Фибре дель Локо |        |         |
| 2003 г. | Секс с любовью     | Мека   |         |
| 2006 г. | Фуга               |        |         |
| 2008 г. | агнец Божий        |        |         |
| 2013    | Лето летучих рыб   | Тереза |         |

## Признание
В 2018 году она была признана Культурным центром Атакамы[как?].